# Mandenakoppa, Shimoga
Mandenakoppa là một làng thuộc tehsil Shimoga, huyện Shimoga, bang Karnataka, Ấn Độ.